# Abu Bakr ibn al-Arabi
Abū Bakr ibn al-ʿArabī, nome completo Muḥammad b. ʿAbd Allāh ibn al-ʿArabī al-Maʿāfirī, al-Išbīlī, Abū Bakr in arabo أبو بكر بن العربي‎? (Siviglia, 1076 – Fez, 1148), è stato un giurista arabo studioso delle leggi di Malik ibn Anas in al-Andalus.
Così come Muhammad al-Muʿtamid, Ibn al-ʿArabī fu costretto a emigrare in Marocco durante il regno degli Almoravidi. Secondo alcune fonti fu allievo di al-Ghazali per un certo tempo. Egli fu un maestro della giurisprudenza di Mālik. Suo padre era stato allievo di Ibn Hazm, sebbene Ibn al-ʿArabī lo considerasse un musulmano che aveva deviato dal retto Islam. Egli contribuì alla diffusione della teologia asharita in Spagna. Una sua dettagliata biografia venne scritta dal suo contemporaneo Qadi Iyad (m. 1149), famoso studioso malikita e giudice di Ceuta..

## Biografia
Abū Bakr Ibn al-ʿArabī (1076 - 1148) fu un “qadi malikita andaluso". Egli nacque a Siviglia in al-Andalus, una parte della Spagna dominata dai musulmani, che divenne il centro di una grande civiltà, realizzata anche da non arabi. 
Molti studiosi di al-Andalus si recarono spesso in Egitto, Arabia e Iraq per frequentare studiosi di fama, al fine di perfezionare i loro studi. Il padre di Ibn al-ʿArabī (Abū Muḥammand b. al-ʿArabī) fu un uomo di Stato di elevato livello che operò per il signore della Ta'ifa di Siviglia, al-Muʿtamid ibn ʿAbbād (r. 1069-91). Tuttavia nel 1091, quando al-Andalus venne occupato dagli Almoravidi, Ibn al-ʿArabī (allora sedicenne) e suo padre decisero di partire per un paese meno turbolento (suo padre aveva anche motivazioni politiche). I due si diressero in nave verso l'Egitto, e da lì andarono a Gerusalemme, dove soggiornarono dal 1093 al 1096.
Ibn al-ʿArabī si dedicò completamente agli studi, all'insegnamento e alla scrittura. Egli scrisse molti libri su diversi argomenti, sui ʾaḥādīth, sul fiqh, sugli uṣūl al-fiqh, sugli studi Coranici, sull'adab, sulla grammatica e sulla storia. Alcune di queste opere comprendono: Libro sulla preparazione del viaggio che ha generato i miei interessi nelle religioni e le esperienze delle grandi autorità e personaggi illustri, degli osservatori dell'Islam e le varie terre. Ibn al-ʿArabī scrisse: Regole d'interpretazione, e di protezione contro le forti obiezioni (una fonte di commenti che al-Ghazālī aveva fatto ai suoi studenti), tra i tanti suoi libri. Due dei libri di Ibn al-ʿArabī (il Tartīb al-riḥla li-l-targhīb fī l-milla e il Qānūn al-tāʾwīl) presentano descrizioni dei viaggi di Ibn al-ʿArabī, e della vita religiosa nella Città Santa di Gerusalemme. Tali resoconti sono importanti, in quanto possono essere le uniche testimonianze di un musulmano a Gerusalemme durante il periodo selgiuchide, e forniscono anche un oggettivo pensiero critico musulmano.
Dopo aver lasciato Gerusalemme nel 1096, padre e figlio andarono a Damasco e a Baghdad per continuare i loro studi. Si stabilirono a Baghdad e vi fecero ritorno dopo un pellegrinaggio. libri. Mentre era a Gerusalemme, Ibn al-ʿArabī fu attratto da tutti gli studiosi che vi incontrò, e l'ademnpimento del Hajj divenne un complemento nella sua ricerca di conoscenza. Fu soltanto quando tornò a Baghdad, nel 1097, che Ibn al-ʿArabī incontrò l'Imam Abū Ḥāmid al-Ghazālī, con il quale poi studiò.
All'età di ventun anni Ibn al-ʿArabī studiò molto intensamente con al-Ghazali, un teologo, filosofo e mistico (sufi) islamico. Si dice che Ibn al-ʿArabī sia una delle "più importanti fonti di informazioni sulla vita di al-Ghazali e dei suoi insegnamenti". Quando trattò la teologia di al-Ghazālī, Ibn al-ʿArabī ne fu entusiasta, ma anche talvolta critico circa i suoi insegnamenti. Sebbene Ibn al-ʿArabī senza dubbio rispettasse al-Ghazālī, non ebbe però timore di esprimere le sue opinioni divergenti da quelle del Maestro quando si trattava di insegnamenti di falsafa (filosofia islamica).
Dopo la morte di suo padre, avvenuta nel 1099 (all'età di 57 anni), tornò a Siviglia all'età di 26 anni. Dopo essere rimasto per 10 anni a studiare nell'oriente musulmano, tornò da studioso e insegnante molto stimato e accreditato, come fonte principale di diffusione delle opere e degli insegnamenti di al-Ghazālī nell'occidente musulmano. Ibn al-‘Arabi continuò a studiare, a riflettere e sfidare le opere di al-Ghazālī. Per esempio, al-Ghazālī credeva che, "non c'è nell'ambito delle possibilità qualcosa di più eccellente, più perfetto o più completo di ciò che Dio aveva di fatto creato". Tuttavia Ibn al-ʿArabī sostenne che vi era una limitazione della potenza di Dio. Possiamo vedere questo argomento trattato in alcune delle sue opere. Per esempio, ci sono stati (e probabilmente ci sono ancora) tempi in cui i giudici e gli avvocati erano / sono di fronte a una situazione in cui non vi era testo di legge o scritture che contribuiscano a fornire indicazioni sulla comprensione o decisione giudiziaria. In questi casi, giudici ed avvocati debbono usare la migliore discrezione per determinare le regole da seguire. Entrando ad esaminare le leggi sulla maldicenza, discusse se definire la punizione come un diritto di Dio o un diritto privato. Mentre Ibn al-ʿArabī riconobbe che vi erano due punti di vista sulla questione se il diritto era di Dio o privato, in ultima analisi, sentiva che il reato deve in gran parte essere visto come un diritto privato, in quanto è condizionato dalla sensazione della vittima
Ibn al-ʿArabī era particolarmente interessato alle questioni dello spirito umano e allo studio e alla teoria della conoscenza. Fece delle riflessioni e scrisse sulla natura dell'anima. Ibn al-ʿArabī studiò l'argomento sufi sostenendo che la conoscenza può essere raggiunta solo attraverso la purezza dell'anima, del cuore, e una unità globale tra il corpo e il cuore, così come la rimozione degli interessi materiali. Ibn al-ʿArabī sostenne che questa è una posizione estrema, e ritiene invece che non vi sia alcuna connessione tra le conoscenze che una persona acquisisce e qualsiasi atto sacro o devoto che la sua anima ha realizzato.
Ibn al-ʿArabī utilizzò le sue conoscenze dello spirito nei suoi studi sulla legge e sull'etica. Per esempio, quando discuteva di aborto, le sentenze dei vari madhhab differivano notevolmente. Malikiti e hanafiti tendevano a prendere opposte posizioni su questo argomento. I malikiti impongono un divieto generalizzato sull'aborto indotto dopo il concepimento, in quanto questo è visto come il punto in cui l'anima entra nel nascituro, mentre gli hanafiti sostengono che "l'aborto indotto non è punibile fino al 120º giorno dal concepimento". Ibn al-ʿArabī provò a ridurre la distanza fra la tesi malikita e quella hanafita con la "concessione di diritti di protezione maggiore per l'embrione dopo l'animazione", anche se in ultima analisi, egli non riuscì a colmare questa lacuna.
Ibn al-ʿArabī scrisse su molti altri argomenti. Per esempio, scrisse sui maltrattamenti delle donne. Una volta scrisse: "I primi [schiavi] avevano bisogno di essere disciplinati con un bastone, mentre i secondi [uomini liberi] non hanno bisogno che di un'indicazione. Tra le donne e anche gli uomini, ci sono quelli che si comportano bene solo con la correzione (adab). Ogni uomo sa che deve ricorrere alla disciplina [della moglie], anche se è preferibile che se ne astenga". Tuttavia, sembra che Ibn al-ʿArabī fosse più concentrato sull'interpretazione da dare al versetto coranico del "battere in maniera non violenta" una moglie. Egli credeva che questo fosse il "solo modo consentito dalla rivelazione divina", perché l'obiettivo di battere in modo non violento era quello di migliorare il comportamento della moglie.
Anche se Abū Bakr ibn al-ʿArabī può aver ricevuto alcune critiche, è stato generalmente molto apprezzato, come un'autorità in materia di ʾaḥādīth, venendo considerato affidabile e veritiero.

## Opere
- Commenti sulla collezione di ʾaḥādīth di Tirmidhi, noti come "'Aridhat al-Ahwazi'".
- Commenti sul Corano noti come '"Aḥkām al-Qurʾān"'. Contiene commenti sulle regole legali del Corano secondo la scuola di Maliki.
- al-ʿAwāsim min al-qawāsim (العواصم القواصم) o "Protezione contro le sciagure", è un libro di storia che è diventato famoso per la sua risposta forte contro gli sciiti.